# Ordinariato militare nella Repubblica Dominicana
L'ordinariato militare della Repubblica Dominicana è un ordinariato militare della Chiesa cattolica per Repubblica Dominicana. È retto dall'arcivescovo Francisco Ozoria Acosta.

## Organizzazione
L'ordinariato militare estende la sua giurisdizione su tutti i membri delle forze armate e della polizia della Repubblica Dominicana.
Sede dell'ordinario è la città di Santo Domingo, dove si trova la cattedrale di Santa Barbara.
La struttura gerarchica dell'ordinariato militare prevede:
- un ordinario militare
- un vicario generale, nominato dall'ordinario
- quattro cappellani maggiori per ciascun corpo delle forze armate (esercito, marina e aviazione) e per la polizia nazionale

La Repubblica Dominicana è divisa in quattro regioni militari, in ognuna di queste si trova un cappellano militare per ciascun corpo.

## Storia
Il vicariato militare per la Repubblica Dominicana fu eretto il 23 gennaio 1958 con il decreto E suprema militantis Ecclesiae della Congregazione Concistoriale, che dava compimento al concordato del 1954.
Il 21 aprile 1986 il vicariato castrense è stato elevato ad ordinariato militare con la bolla Spirituali militum curae di papa Giovanni Paolo II.
Fin dalla sua istituzione, l'ufficio di ordinario militare nella Repubblica Dominicana è affidato all'arcivescovo di Santo Domingo.

## Cronotassi dei vescovi
Si omettono i periodi di sede vacante non superiori ai 2 anni o non storicamente accertati.
- Ricardo Pittini Piussi, S.D.B. † (1958 - 10 dicembre 1961 deceduto)
- Octavio Antonio Beras Rojas † (8 dicembre 1962 - 4 aprile 1982 ritirato)
- Nicolás de Jesús López Rodríguez (4 aprile 1982 - 2 gennaio 2017 ritirato)
- Francisco Ozoria Acosta, dal 2 gennaio 2017

## Statistiche
| anno | presbiteri | presbiteri | presbiteri | diaconi | religiosi | religiosi | parrocchie |
| anno | totale     | secolari   | regolari   | diaconi | uomini    | donne     | parrocchie |
| ---- | ---------- | ---------- | ---------- | ------- | --------- | --------- | ---------- |
| 1999 | 29         | 26         | 3          |         | 3         |           | 29         |
| 2000 | 29         | 26         | 3          | 5       | 3         | 5         | 29         |
| 2001 | 29         | 26         | 3          | 5       | 3         | 5         | 29         |
| 2002 | 29         | 26         | 3          | 5       | 3         | 5         | 29         |
| 2003 | 33         | 30         | 3          | 5       | 3         | 5         | 33         |
| 2004 | 33         | 30         | 3          | 8       | 3         | 5         | 33         |
| 2013 | 48         | 47         | 1          |         | 1         | 5         | 47         |
| 2016 | 63         | 61         | 2          |         | 2         |           | 62         |
| 2019 | 64         | 61         | 3          |         | 3         |           | 62         |
| 2021 | 65         | 62         | 3          |         | 3         |           | 62         |